# متال اسلاگ ۴
«متال اسلاگ ۴» (انگلیسی: Metal Slug 4) یک بازی ویدئویی در سبک شوتم آپ است که توسط SNK و در سال ۲۰۰۲ و در پلت‌فرم‌های اکس‌باکس، پلی‌استیشن ۲، پلی‌استیشن همراه، و Neo Geo منتشر شده‌است.